# Oxleas Wood

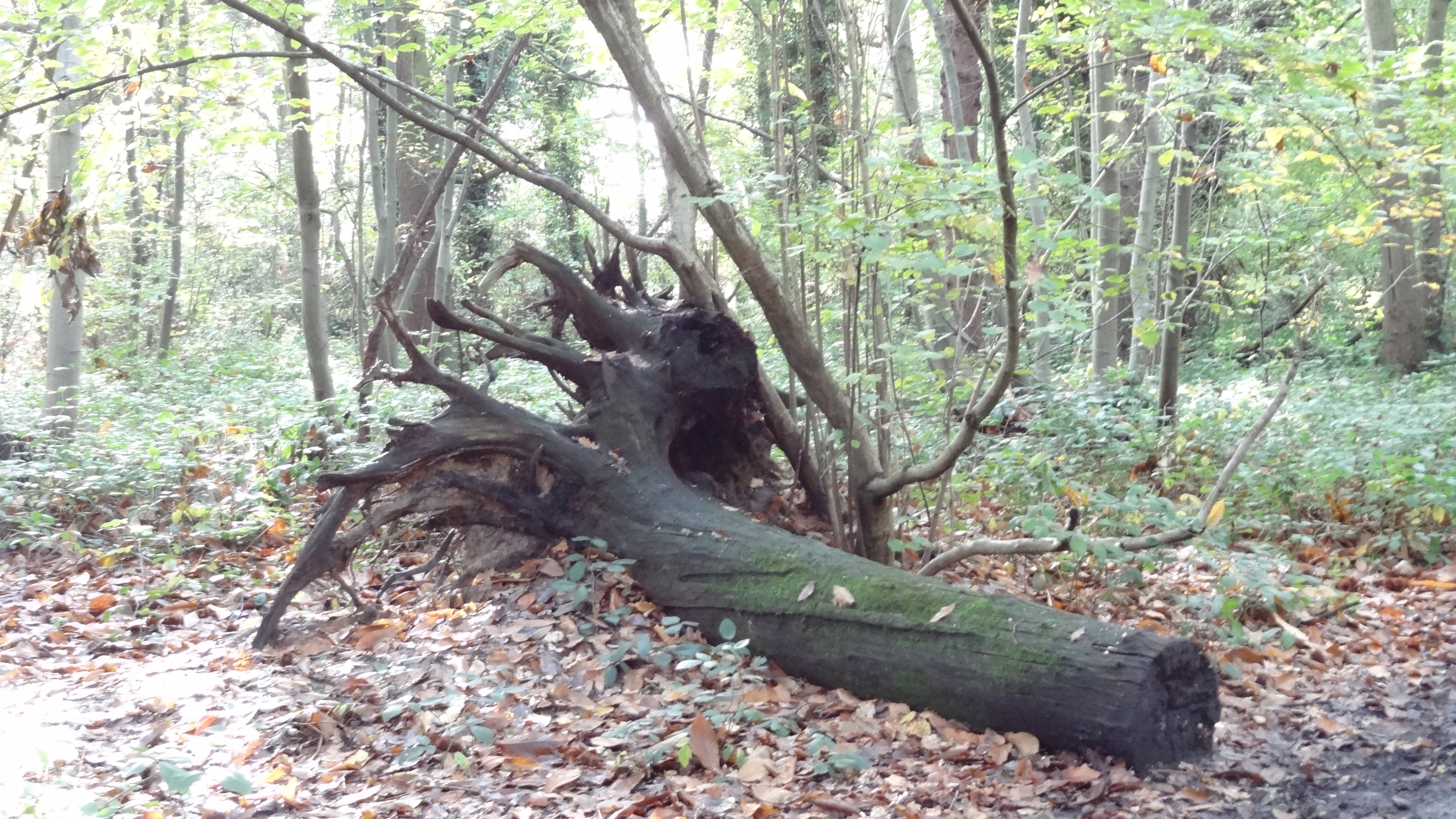
Souche d'arbre à Shepherdleas Wood

Oxleas Wood est l'un des rares vestiges de l'ancienne à forêt à feuilles caduques située à Eltham dans le Royal Borough de Greenwich (avec une petite partie passant au-dessus de la frontière dans le district londonien de Bexley), dans le sud de Londres. Certaines parties remontent à plus de 8 000 ans jusqu'à la fin de la dernière période glaciaire, le Dryas récent . Il fait partie d'une plus grande zone continue de bois et de parcs sur le côté sud de Shooter's Hill : les autres parties sont Jack Wood, Castle Wood, Oxleas Meadows, Falconwood Field, Eltham Common et Eltham Park North. Eltham Park North comprend l'ancien bois de Shepherdleas. Il abrite également le château de Severndroog.

## Histoire
En 1311, le manoir royal d'Eltham a été créé et cela comprenait les bois. Les bois ont été loués à Sir John Shaw, 2e baronnet, pour l'occupation de la couronne en 1679. Sa famille les a gérés jusqu'en 1811, date à laquelle ils ont été repris par le Département de la guerre. Les bois ont ensuite été acquis par le London County Council à des fins de loisirs publics en 1930, puis ouverts au public en 1934. La propriété est ensuite passée du Greater London Council au Borough of Greenwich lors de l'abolition du GLC en 1986 .
En 1993, les plans d'une traversée de la rivière East London qui aurait traversé Oxleas Wood ont été retirés en raison de l'opposition des résidents locaux ,,. People Against the River Crossing, le groupe de protestation routière formé pour s'opposer au passage à niveau, comprenait des résidents locaux, des organisations environnementales établies, des environnementalistes radicaux et des païens . Plus de 3 000 personnes et organisations ont signé un engagement dans lequel elles promettaient de s'engager dans la désobéissance civile pour défendre la forêt .

## Description
Oxleas Wood, Jack et Shepherdleas Wood sont un site d'intérêt scientifique spécial appelé Oxleas Woodlands, couvrant 72 hectares avec chêne, bouleau, charme, noisetier, et un grand nombre de beaux échantillons de sorbiers,. Une zone plus vaste, y compris Eltham Common, est désignée réserve naturelle locale appelée Oxleas / Shooters Hill Woodlands ,.
Le site couvre la majeure partie du sommet de Shooters Hill (dans le Royal Borough of Greenwich) et contient une folie appelée Severndroog Castle.
Il y a un réservoir d'eau souterrain dans la zone gazonnée appelée Oxleas Meadow. Cela dessert la zone locale avec de l'eau. Ceci est associé à «la cabane» qui est un bâtiment contenant l'équipement que Thames Water utilise pour contrôler le réservoir.
Dans Oxleas Meadow se trouve un café, bâtiment en brique appartenant au Borough de Greenwich. Des toilettes publiques pour hommes et femmes sont également situées dans ce bâtiment et sont disponibles pendant les heures d'ouverture du café. La partie café du bâtiment est louée à l'exploitant du café .

Dans les bois, il y a un rucher d'abeilles prospère. 

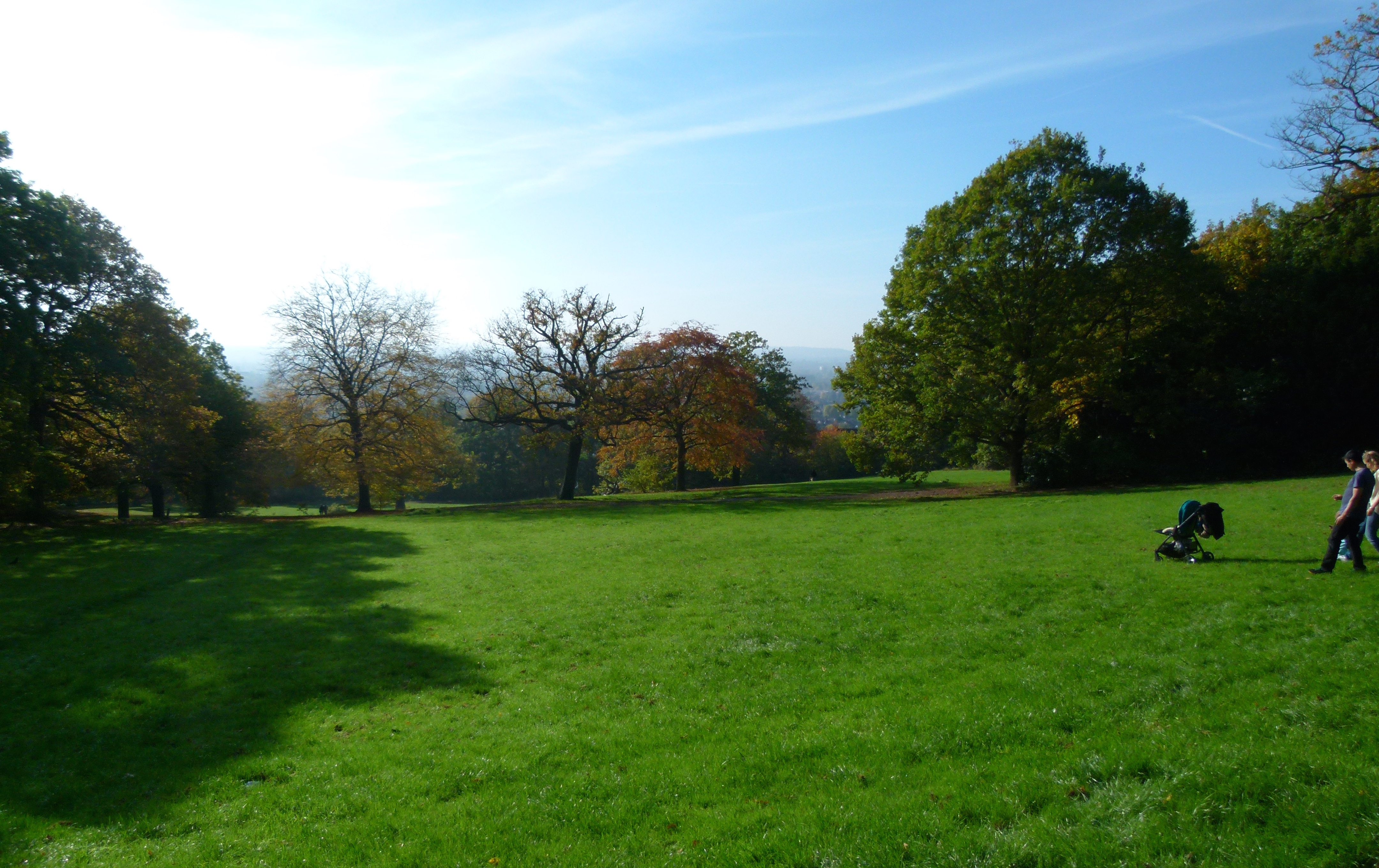
Oxleas Meadow
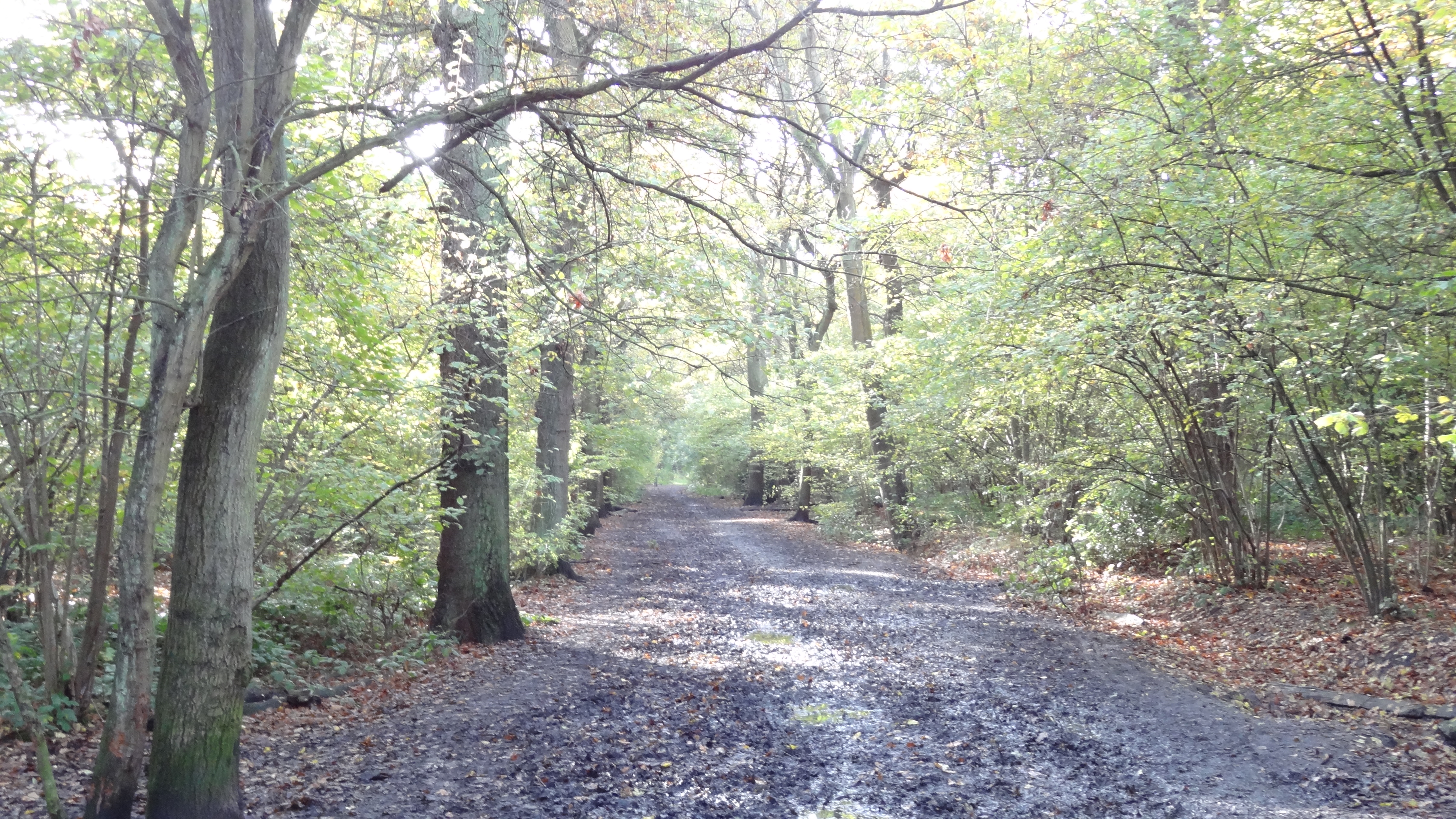
Promenade
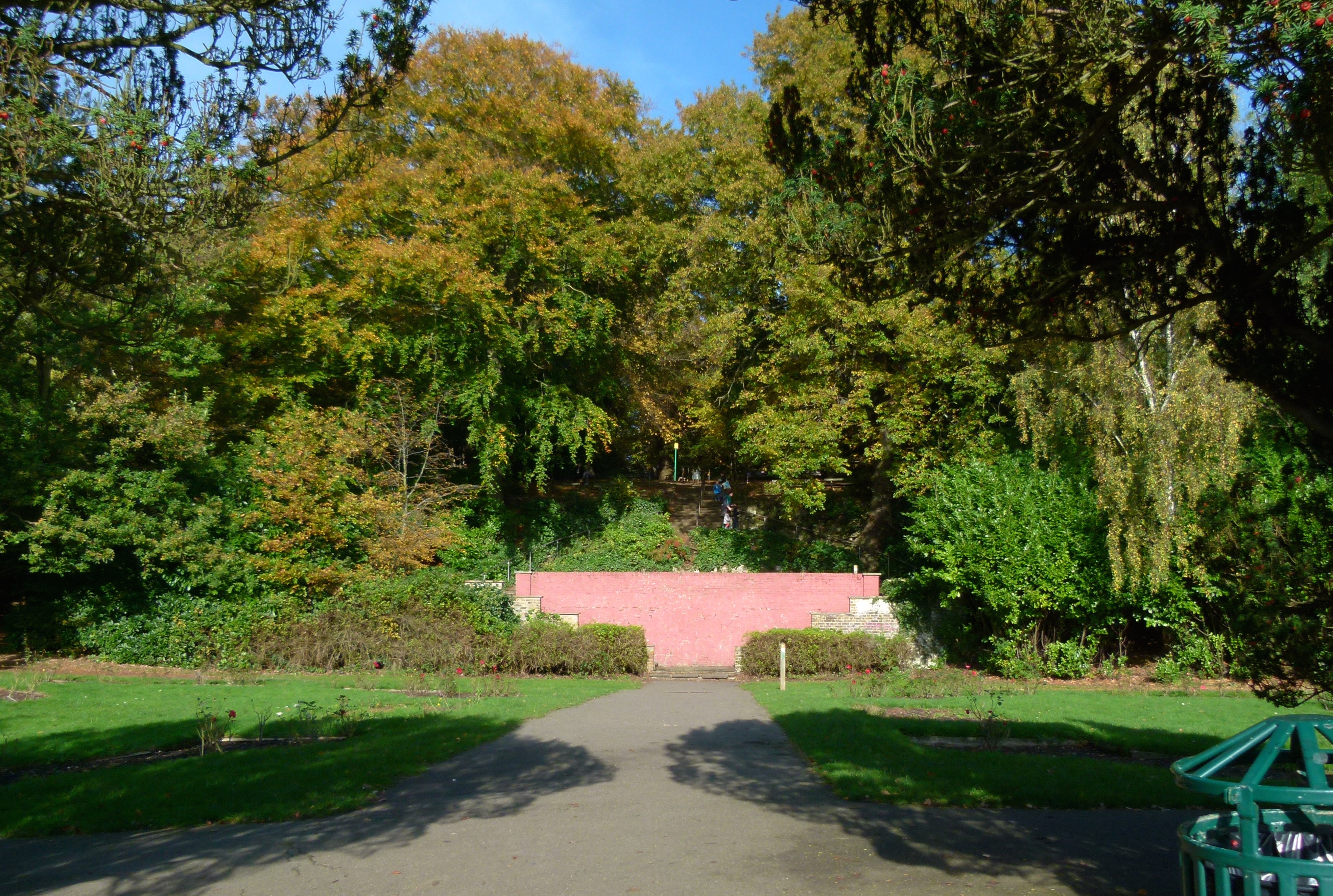
Castlewood
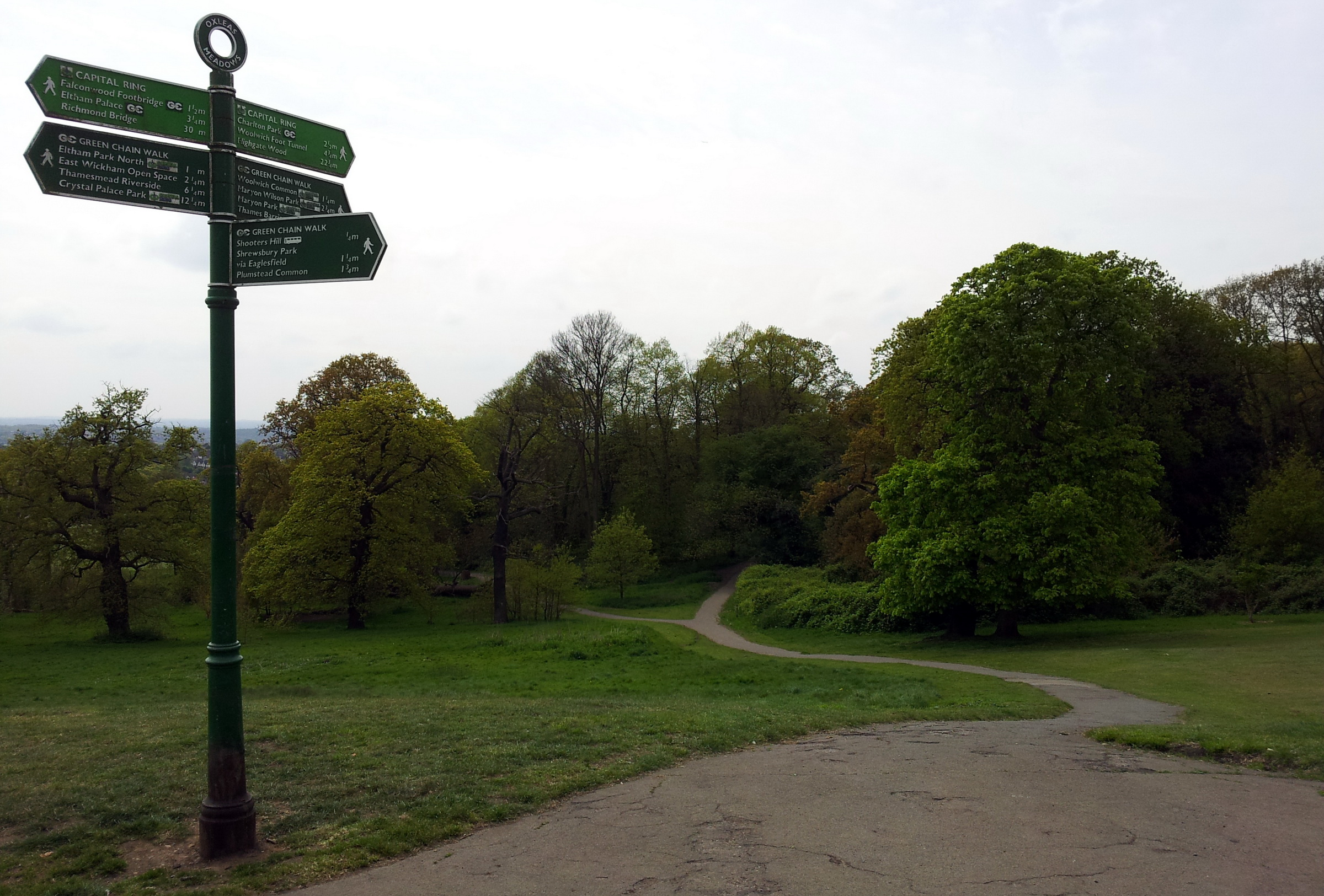
Shooter's Hill
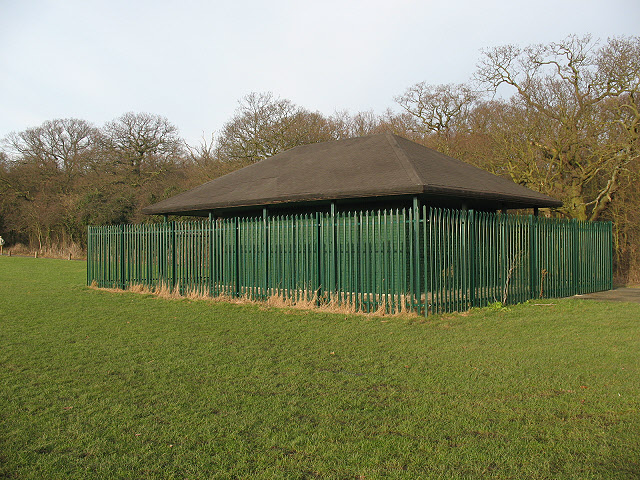
Water pumping station
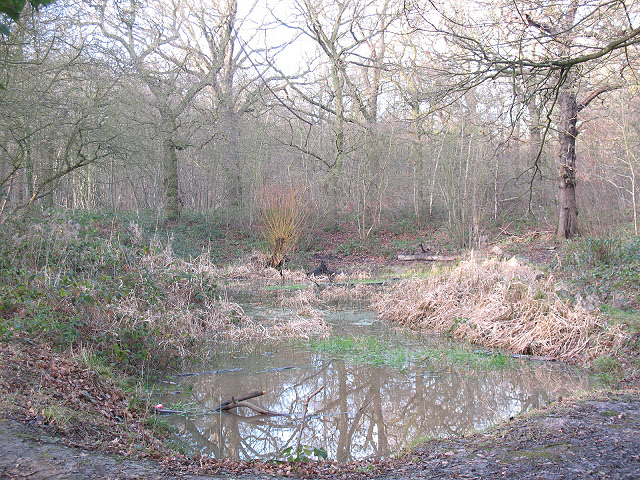
Etang dans Oxleas Wood

## Voir également
- Liste des sites d'intérêt scientifique spécial à Londres
- Parcs et espaces verts de Greenwich